# Bo Bergström
Bo Bergström, född 1946, död 27 juni 2021, var en svensk art director och författare. Han var bland annat verksam som lärare vid Berghs School of Communication.
Bo Bergström hade en fil kand examen i konstvetenskap, litteraturhistoria och pedagogik. Han var också utbildad i marknadsföring, reklam och grafisk design. Följt av många års erfarenhet som creative director inom nyhetsförmedling, reklam och visuell profilering.
Bergström undervisade på universitet och högskolor. Han var ansvarig för kurser på designskolor, höll i workshops för fotografer och journalister och ledde seminarier inom näringslivet.
Bergström skrev sex böcker och var ledamot i Bild och ord-akademin, som strävar mot ett effektivt samspel mellan text och bild i medier. Han vann flera prestigefyllda priser inom kommunikationsfältet.[källa behövs].